# Hellenic Football League 2014–15
Hellenic Football League 2014–15 (còn có tên là 2014–15 Uhlsport Hellenic Football League vì lý do tài trợ) là mùa giải thứ 62 trong lịch sử Hellenic Football League, một giải đấu bóng đá ở Anh.

## Premier Division
Premier Division bao gồm 18 đội thi đấu mùa trước cùng với 2 đội bóng mới:
- Milton United, thăng hạng từ Division One East.
- Thatcham Town, rút lui từ Southern Football League.

### Bảng xếp hạng
| XH | Đội                     | Tr | T  | H  | T  | BT  | BB  | HS   | Đ  | Lên hay xuống hạng              |
| -- | ----------------------- | -- | -- | -- | -- | --- | --- | ---- | -- | ------------------------------- |
| 1  | Flackwell Heath         | 38 | 31 | 6  | 1  | 133 | 33  | +100 | 99 |                                 |
| 2  | Highmoor Ibis           | 38 | 27 | 6  | 5  | 93  | 35  | +58  | 87 |                                 |
| 3  | Ascot United            | 38 | 26 | 5  | 7  | 80  | 40  | +40  | 83 |                                 |
| 4  | Kidlington              | 38 | 21 | 9  | 8  | 81  | 46  | +35  | 72 |                                 |
| 5  | Thame United            | 38 | 22 | 3  | 13 | 73  | 56  | +17  | 69 |                                 |
| 6  | Binfield                | 38 | 20 | 8  | 10 | 88  | 47  | +41  | 68 |                                 |
| 7  | Highworth Town          | 38 | 20 | 7  | 11 | 78  | 46  | +32  | 67 |                                 |
| 8  | Ardley United           | 38 | 21 | 4  | 13 | 71  | 53  | +18  | 67 |                                 |
| 9  | Bracknell Town          | 38 | 17 | 5  | 16 | 67  | 57  | +10  | 56 |                                 |
| 10 | Brimscombe & Thrupp     | 38 | 16 | 6  | 16 | 71  | 73  | −2   | 54 |                                 |
| 11 | Wootton Bassett Town    | 38 | 14 | 9  | 15 | 66  | 78  | −12  | 51 |                                 |
| 12 | Thatcham Town           | 38 | 14 | 5  | 19 | 60  | 65  | −5   | 47 |                                 |
| 13 | Oxford City Nomads      | 38 | 14 | 5  | 19 | 73  | 86  | −13  | 47 |                                 |
| 14 | Milton United           | 38 | 11 | 9  | 18 | 47  | 78  | −31  | 42 |                                 |
| 15 | Abingdon United         | 38 | 9  | 13 | 16 | 68  | 78  | −10  | 40 |                                 |
| 16 | Holyport (R)            | 38 | 10 | 8  | 20 | 46  | 81  | −35  | 38 | Xuống chơi tạiDivision One East |
| 17 | Reading Town (R)        | 38 | 12 | 1  | 25 | 60  | 87  | −27  | 37 | Xuống chơi tạiDivision One East |
| 18 | Newbury (R)             | 38 | 9  | 7  | 22 | 46  | 74  | −28  | 34 | Bỏ giải                         |
| 19 | Shrivenham (R)          | 38 | 3  | 6  | 29 | 33  | 120 | −87  | 15 | Xuống chơi tạiDivision One West |
| 20 | Cheltenham Saracens (R) | 38 | 1  | 2  | 35 | 29  | 130 | −101 | 5  | Xuống chơi tạiDivision One West |

Cập nhật đến 19:45, ngày 23 tháng 4 năm 2015 (UTC)
Nguồn: Hellenic League
Quy tắc xếp hạng: 1. Điểm; 2. Hiệu số bàn thắng; 3. Số bàn thắng.
(VĐ) = Vô địch; (XH) = Xuống hạng; (LH) = Lên hạng; (O) = Thắng trận Play-off; (A) = Lọt vào vòng sau. 
Chỉ được áp dụng khi mùa giải chưa kết thúc: 
(Q) = Lọt vào vòng đấu cụ thể của giải đấu đã nêu; (TQ) = Giành vé dự giải đấu, nhưng chưa tới vòng đấu đã nêu.

### Kết quả
| S.nhà ╲ S.khách      | ABI | ARD | ASC | BIN | BNT | BRT | CHS | FLH  | HIG | HIW | HOL | KID | MIL | NEW | OCN | REA | SHR | THA | THA | WBT |
| Abingdon United      |     | 0–0 | 4–1 | 1–4 | 1–3 | 0–0 | 5–1 | 3–3  | 2–3 | 0–0 | 2–2 | 3–3 | 2–2 | 0–0 | 1–5 | 1–4 | 3–0 | 0–3 | 2–5 | 2–2 |
| Ardley United        | 4–3 |     | 0–3 | 2–0 | 2–3 | 2–1 | 3–1 | 1–3  | 4–0 | 1–0 | 1–2 | 1–2 | 4–0 | 3–0 | 3–2 | 2–0 | 6–0 | 0–2 | 1–1 | 2–1 |
| Ascot United         | 3–1 | 2–1 |     | 0–0 | 0–3 | 1–0 | 5–0 | 1–4  | 0–1 | 4–1 | 2–0 | 2–2 | 3–2 | 2–1 | 8–0 | 3–1 | 0–2 | 1–1 | 4–1 | 3–1 |
| Binfield             | 2–0 | 1–2 | 0–0 |     | 3–1 | 3–3 | 6–1 | 0–2  | 3–3 | 1–0 | 4–2 | 0–2 | 8–0 | 2–1 | 2–3 | 6–0 | 4–2 | 1–2 | 1–1 | 6–1 |
| Bracknell Town       | 0–2 | 0–1 | 1–2 | 2–0 |     | 2–3 | 5–2 | 0–3  | 2–0 | 0–0 | 3–0 | 1–2 | 2–2 | 3–1 | 3–2 | 1–0 | 3–0 | 1–2 | 4–3 | 2–2 |
| Brimscombe & Thrupp  | 1–1 | 3–0 | 1–5 | 3–2 | 4–2 |     | 8–1 | 0–6  | 1–6 | 1–1 | 1–0 | 1–1 | 1–4 | 4–0 | 3–0 | 0–2 | 5–0 | 1–0 | 3–0 | 1–3 |
| Cheltenham Saracens  | 0–1 | 0–2 | 0–1 | 0–7 | 0–2 | 2–3 |     | 0–6  | 0–5 | 0–5 | 0–0 | 0–1 | 2–3 | 2–1 | 1–4 | 0–3 | 1–2 | 0–2 | 0–1 | 2–3 |
| Flackwell Heath      | 4–1 | 4–2 | 3–0 | 1–3 | 3–1 | 2–1 | 7–0 |      | 2–2 | 2–1 | 6–0 | 2–2 | 3–3 | 2–1 | 3–1 | 2–1 | 8–0 | 2–0 | 3–2 | 2–2 |
| Highmoor Ibis        | 2–1 | 2–1 | 1–0 | 4–0 | 2–0 | 2–0 | 7–0 | 1–3  |     | 0–1 | 2–1 | 0–0 | 6–1 | 3–0 | 2–0 | 3–1 | 1–0 | 1–0 | 0–0 | 6–0 |
| Highworth Town       | 2–2 | 0–1 | 1–1 | 0–1 | 2–0 | 2–1 | 3–2 | 1–4  | 1–5 |     | 5–0 | 2–0 | 2–2 | 3–0 | 4–2 | 3–1 | 4–0 | 3–0 | 4–1 | 1–5 |
| Holyport             | 1–5 | 1–1 | 0–2 | 0–0 | 1–1 | 2–1 | 2–1 | 0–1  | 0–1 | 2–2 |     | 2–3 | 2–1 | 1–4 | 4–3 | 1–1 | 1–0 | 1–1 | 0–5 | 1–0 |
| Kidlington           | 3–2 | 3–3 | 1–2 | 2–0 | 3–1 | 1–0 | 5–2 | 1–3  | 3–1 | 3–0 | 5–0 |     | 3–0 | 2–0 | 1–1 | 1–3 | 4–2 | 0–1 | 6–1 | 5–0 |
| Milton United        | 0–1 | 0–4 | 0–1 | 0–1 | 1–0 | 1–3 | 3–2 | 0–6  | 0–4 | 0–2 | 1–2 | 0–0 |     | 0–0 | 1–1 | 0–1 | 0–0 | 1–3 | 2–1 | 2–1 |
| Newbury              | 3–3 | 1–2 | 0–2 | 0–3 | 0–2 | 6–0 | 1–0 | 1–1  | 2–2 | 0–3 | 4–2 | 0–4 | 1–2 |     | 1–1 | 1–3 | 3–0 | 0–4 | 3–2 | 0–1 |
| Oxford City Nomads   | 2–4 | 2–3 | 1–3 | 3–3 | 4–2 | 2–0 | 4–2 | 0–3  | 1–3 | 3–2 | 2–0 | 0–3 | 1–4 | 2–3 |     | 2–0 | 1–2 | 4–1 | 2–1 | 3–0 |
| Reading Town         | 3–2 | 1–2 | 2–3 | 2–3 | 0–3 | 2–3 | 2–0 | 0–4  | 2–4 | 1–3 | 0–2 | 2–1 | 0–2 | 1–2 | 3–4 |     | 6–1 | 2–7 | 2–4 | 1–3 |
| Shrivenham           | 0–3 | 2–4 | 1–2 | 0–3 | 1–1 | 3–3 | 0–0 | 0–11 | 2–3 | 0–6 | 1–7 | 1–2 | 2–2 | 0–2 | 1–4 | 1–2 |     | 1–2 | 1–3 | 1–2 |
| Thame United         | 3–2 | 4–0 | 0–4 | 1–3 | 2–0 | 2–3 | 5–3 | 1–3  | 0–2 | 3–2 | 2–1 | 2–1 | 0–1 | 3–1 | 2–0 | 2–1 | 4–3 |     | 0–2 | 4–1 |
| Thatcham Town        | 4–1 | 1–0 | 0–1 | 0–1 | 1–2 | 0–4 | 2–0 | 1–2  | 0–0 | 1–2 | 3–2 | 1–2 | 1–3 | 1–1 | 2–0 | 1–3 | 3–0 | 2–0 |     | 1–3 |
| Wootton Bassett Town | 1–1 | 2–0 | 2–3 | 1–1 | 0–5 | 4–1 | 5–1 | 0–5  | 1–3 | 0–1 | 4–1 | 1–1 | 2–1 | 3–1 | 2–2 | 4–1 | 1–1 | 2–2 | 0–2 |     |

Cập nhật lần cuối: ngày 23 tháng 4 năm 2015.
Nguồn: Hellenic League
1 ^ Đội chủ nhà được liệt kê ở cột bên tay trái.
Màu sắc: Xanh = Chủ nhà thắng; Vàng = Hòa; Đỏ = Đội khách thắng.

## Division One East
Division One East bao gồm 11 đội thi đấu mùa trước cùng với 3 đội bóng mới:
- Brackley Town Development, đội bóng mới thành lập.
- Easington Sports, chuyển từ Division One West.
- Old Woodstock Town, chuyển từ Division One West.
- Brackley Town Development được thăng hạng theo hướng dẫn của FA.

### Bảng xếp hạng
| XH | Đội                           | Tr | T  | H | T  | BT | BB  | HS  | Đ    | Lên hay xuống hạng           |
| -- | ----------------------------- | -- | -- | - | -- | -- | --- | --- | ---- | ---------------------------- |
| 1  | Wokingham & Emmbrook (C) (P)  | 26 | 19 | 4 | 3  | 74 | 21  | +53 | 61   | Lên chơi tạiPremier Division |
| 2  | Brackley Town Development (P) | 26 | 15 | 7 | 4  | 59 | 38  | +21 | 52   | Lên chơi tạiPremier Division |
| 3  | Old Woodstock Town            | 26 | 16 | 2 | 8  | 62 | 33  | +29 | 50   |                              |
| 4  | Easington Sports              | 26 | 14 | 5 | 7  | 59 | 41  | +18 | 47   |                              |
| 5  | Chinnor                       | 26 | 12 | 4 | 10 | 61 | 46  | +15 | 40   |                              |
| 6  | Henley Town                   | 26 | 11 | 7 | 8  | 64 | 52  | +12 | 40   |                              |
| 7  | Woodley Town                  | 26 | 10 | 6 | 10 | 42 | 52  | −10 | 36   |                              |
| 8  | Rayners Lane                  | 26 | 10 | 5 | 11 | 58 | 58  | 0   | 35   |                              |
| 9  | Penn & Tylers Green           | 26 | 9  | 5 | 12 | 50 | 48  | +2  | 32   |                              |
| 10 | Finchampstead                 | 26 | 9  | 6 | 11 | 44 | 54  | −10 | 030‡ |                              |
| 11 | Headington Amateurs           | 26 | 7  | 6 | 13 | 42 | 50  | −8  | 27   |                              |
| 12 | Didcot Town Reserves          | 26 | 7  | 4 | 15 | 40 | 54  | −14 | 25   |                              |
| 13 | Burnham Reserves              | 26 | 6  | 3 | 17 | 38 | 70  | −32 | 21   |                              |
| 14 | Chalfont Wasps                | 26 | 3  | 4 | 19 | 34 | 110 | −76 | 13   |                              |

Cập nhật đến 22:47, ngày 18 tháng 4 năm 2015 (UTC)
Nguồn: Hellenic League
Quy tắc xếp hạng: 1. Điểm; 2. Hiệu số bàn thắng; 3. Số bàn thắng.
‡ Finchampstead bị trừ 3 điểm vì đưa vào sân một cầu thủ không hợp lý trong trận đấu với Easington Sports ngày 9 tháng 8.
(VĐ) = Vô địch; (XH) = Xuống hạng; (LH) = Lên hạng; (O) = Thắng trận Play-off; (A) = Lọt vào vòng sau. 
Chỉ được áp dụng khi mùa giải chưa kết thúc: 
(Q) = Lọt vào vòng đấu cụ thể của giải đấu đã nêu; (TQ) = Giành vé dự giải đấu, nhưng chưa tới vòng đấu đã nêu.

### Kết quả
| S.nhà ╲ S.khách           | BRA | BUR  | CHA  | CHI | DID | EAS | FIN | HEA | HEN | OWT | PTG | RAL | WOE | WOO |
| Brackley Town Development |     | 2–1  | 2–2  | 1–0 | 4–1 | 2–4 | 1–0 | 3–0 | 1–1 | 1–5 | 3–1 | 2–0 | 2–1 | 4–1 |
| Burnham                   | 1–2 |      | 3–2  | 1–3 | 0–1 | 0–5 | 2–2 | 0–0 | 2–2 | 1–3 | 0–3 | 4–2 | 1–0 | 0–1 |
| Chalfont Wasps            | 1–5 | 0–9  |      | 2–4 | 0–8 | 2–6 | 1–1 | 2–8 | 0–4 | 1–4 | 1–4 | 1–7 | 1–1 | 1–2 |
| Chinnor                   | 3–3 | 4–3  | 1–0  |     | 7–1 | 2–1 | 3–1 | 1–1 | 3–2 | 0–2 | 1–2 | 4–1 | 2–3 | 2–3 |
| Didcot Town Reserves      | 1–2 | 1–0  | 1–1  | 3–5 |     | 1–2 | 0–2 | 0–1 | 4–4 | 1–2 | 0–3 | 2–3 | 1–2 | 1–1 |
| Easington Sports          | 1–1 | 6–0  | 7–1  | 0–5 | 2–1 |     | 0–2 | 1–0 | 1–0 | 5–3 | 1–0 | 2–1 | 1–3 | 3–0 |
| Finchampstead             | 1–1 | 3–0  | 2–3  | 1–5 | 3–2 | 5–2 |     | 0–0 | 2–0 | 1–0 | 3–3 | 3–3 | 1–2 | 2–1 |
| Headington Amateurs       | 2–6 | 8–1  | 1–3  | 2–0 | 0–0 | 1–2 | 3–2 |     | 1–4 | 0–4 | 1–3 | 4–1 | 1–2 | 1–1 |
| Henley Town               | 3–2 | 3–2  | 5–2  | 1–1 | 2–3 | 3–0 | 3–4 | 5–3 |     | 3–1 | 6–2 | 1–1 | 2–4 | 2–2 |
| Old Woodstock Town        | 1–1 | 1–0  | 4–2  | 1–0 | 3–0 | 2–1 | 8–0 | 1–2 | 2–2 |     | 2–0 | 1–0 | 2–0 | 1–2 |
| Penn & Tylers Green       | 2–3 | 2–3  | 1–2  | 2–1 | 3–4 | 1–1 | 2–1 | 1–1 | 0–2 | 3–0 |     | 1–3 | 2–3 | 3–4 |
| Rayners Lane              | 5–4 | 0–2  | 7–1  | 3–2 | 1–2 | 3–3 | 2–0 | 2–0 | 2–4 | 4–3 | 1–1 |     | 0–3 | 3–0 |
| Wokingham & Emmbrook      | 0–0 | 10–1 | 10–0 | 4–0 | 1–0 | 1–1 | 3–0 | 0–5 | 4–0 | 3–0 | 1–1 | 5–0 |     | 2–1 |
| Woodley Town              | 0–1 | 4–1  | 3–2  | 2–2 | 0–1 | 1–1 | 4–2 | 3–1 | 3–0 | 2–0 | 0–4 | 3–3 | 0–4 |     |

Cập nhật lần cuối: ngày 18 tháng 4 năm 2015.
Nguồn: Hellenic League
1 ^ Đội chủ nhà được liệt kê ở cột bên tay trái.
Màu sắc: Xanh = Chủ nhà thắng; Vàng = Hòa; Đỏ = Đội khách thắng.

## Division One West
Division One West bao gồm 12 đội thi đấu mùa trước cùng với 3 đội bóng mới:
- Cirencester Town 'Dev', thăng hạng từ Hellenic Football League Division Two West.
- Longlevens, thăng hạng từ Gloucestershire County League.
- Wantage Town Reserves, thăng hạng từ Hellenic Football League Division Two West.

### Bảng xếp hạng
| XH | Đội                          | Tr | T  | H | T  | BT | BB | HS  | Đ    | Lên hay xuống hạng           |
| -- | ---------------------------- | -- | -- | - | -- | -- | -- | --- | ---- | ---------------------------- |
| 1  | Longlevens (C) (P)           | 28 | 22 | 2 | 4  | 96 | 38 | +58 | 68   | Lên chơi tạiPremier Division |
| 2  | Tuffley Rovers (P)           | 27 | 19 | 5 | 3  | 71 | 28 | +43 | 62   | Lên chơi tạiPremier Division |
| 3  | Lydney Town (P)              | 28 | 19 | 3 | 6  | 84 | 32 | +52 | 60   | Lên chơi tạiPremier Division |
| 4  | Cirencester Town Development | 28 | 15 | 5 | 8  | 91 | 58 | +33 | 50   |                              |
| 5  | Hook Norton                  | 28 | 14 | 6 | 8  | 56 | 49 | +7  | 48   |                              |
| 6  | Purton                       | 28 | 13 | 4 | 11 | 43 | 48 | −5  | 43   |                              |
| 7  | North Leigh United           | 28 | 14 | 4 | 10 | 75 | 47 | +28 | 042‡ |                              |
| 8  | Shortwood United Res.        | 28 | 12 | 5 | 11 | 62 | 57 | +5  | 41   |                              |
| 9  | Clanfield                    | 28 | 9  | 6 | 13 | 38 | 53 | −15 | 33   |                              |
| 10 | Carterton                    | 27 | 7  | 6 | 14 | 55 | 73 | −18 | 27   |                              |
| 11 | Wantage Town Dự bị           | 28 | 7  | 4 | 17 | 44 | 85 | −41 | 25   |                              |
| 12 | New College Swindon          | 28 | 7  | 3 | 18 | 38 | 66 | −28 | 24   |                              |
| 13 | Letcombe                     | 28 | 6  | 6 | 16 | 28 | 57 | −29 | 24   |                              |
| 14 | Fairford Town                | 28 | 5  | 6 | 17 | 45 | 76 | −31 | 21   |                              |
| 15 | Tytherington Rocks           | 28 | 5  | 5 | 18 | 36 | 95 | −59 | 20   |                              |

Cập nhật đến 23:01, ngày 18 tháng 4 năm 2015 (UTC)
Nguồn: Hellenic League
Quy tắc xếp hạng: 1. Điểm; 2. Hiệu số bàn thắng; 3. Số bàn thắng.
‡ North Leigh United bị trừ 3 điểm vì đưa vào sân một cầu thủ không hợp lệ trong trận đấu với Wantage Town Dự bị ngày 23 tháng 8, và 1 điểm nữa với lý do tương tự trong trận đấu với Cirencester Town Development ngày 6 tháng 9.
(VĐ) = Vô địch; (XH) = Xuống hạng; (LH) = Lên hạng; (O) = Thắng trận Play-off; (A) = Lọt vào vòng sau. 
Chỉ được áp dụng khi mùa giải chưa kết thúc: 
(Q) = Lọt vào vòng đấu cụ thể của giải đấu đã nêu; (TQ) = Giành vé dự giải đấu, nhưng chưa tới vòng đấu đã nêu.

### Kết quả
| S.nhà ╲ S.khách              | CAR | CIT | CLA | FAI | HON | LET | LLV | LYD | NCS | NLU | PUR | TUF | SHU | TYT | WAN |
| Carterton                    |     | 4–2 | 1–2 | 3–3 | 2–4 | 0–1 | 2–6 | 1–2 | 2–1 | 1–5 | 5–1 | 1–1 | 1–6 | 9–1 | 5–4 |
| Cirencester Town Development | 6–2 |     | 4–2 | 2–1 | 4–0 | 4–0 | 2–2 | 4–3 | 4–0 | 2–2 | 5–0 | 2–3 | 1–1 | 7–2 | 4–2 |
| Clanfield                    | 1–5 | 2–1 |     | 3–2 | 0–0 | 1–0 | 0–4 | 0–1 | 2–1 | 0–0 | 0–2 | 0–0 | 2–2 | 1–3 | 6–0 |
| Fairford Town                | 1–1 | 4–4 | 1–2 |     | 3–4 | 3–2 | 1–2 | 1–2 | 2–3 | 0–3 | 1–1 | 5–4 | 0–1 | 5–0 | 3–3 |
| Hook Norton                  | 1–1 | 3–2 | 4–0 | 4–1 |     | 2–2 | 1–3 | 1–7 | 0–3 | 5–1 | 1–0 | 4–1 | 3–1 | 5–1 | 4–0 |
| Letcombe                     | 0–0 | 2–1 | 1–1 | 0–2 | 0–1 |     | 1–2 | 1–1 | 1–3 | 2–3 | 3–2 | 3–1 | 0–4 | 2–0 | 1–1 |
| Longlevens                   | 3–1 | 2–1 | 3–1 | 8–0 | 4–1 | 4–0 |     | 3–3 | 4–2 | 4–3 | 2–0 | 5–2 | 1–2 | 7–0 | 6–1 |
| Lydney Town                  | 6–1 | 3–2 | 1–0 | 4–0 | 3–0 | 5–0 | 4–0 |     | 9–1 | 3–0 | 5–2 | 2–0 | 0–1 | 4–1 | 2–1 |
| New College Swindon          | 3–2 | 1–2 | 0–2 | 0–2 | 0–1 | 0–0 | 0–4 | 1–0 |     | 0–4 | 0–4 | 6–1 | 0–2 | 2–2 | 5–0 |
| North Leigh United           | 6–1 | 6–3 | 7–0 | 4–0 | 1–1 | 7–0 | 4–2 | 0–3 | 1–0 |     | 1–2 | 2–2 | 2–5 | 6–0 | 2–1 |
| Purton                       | 2–1 | 2–3 | 2–0 | 2–1 | 0–0 | 2–1 | 0–2 | 3–2 | 3–1 | 2–1 |     | 1–0 | 1–1 | 2–1 | 4–2 |
| Shortwood United Res.        | 1–2 | 2–3 | 3–2 | 3–1 | 0–0 | 3–1 | 3–1 | 4–2 | 6–2 | 2–0 | 3–1 |     | 1–1 | 6–2 | 1–3 |
| Tuffley Rovers               |     | 2–2 | 2–1 | 4–0 | 5–1 | 3–2 | 1–2 | 2–1 | 3–1 | 4–1 | 3–0 | 1–2 |     | 1–0 | 9–1 |
| Tytherington Rocks           | 0–0 | 1–6 | 1–1 | 2–2 | 1–3 | 1–0 | 1–7 | 1–5 | 3–2 | 1–3 | 2–2 | 3–2 | 2–3 |     | 4–1 |
| Wantage Town Dự bị           | 4–1 | 4–8 | 2–6 | 5–0 | 3–2 | 0–2 | 1–3 | 1–1 | 0–0 | 1–0 | 1–0 | 1–5 | 0–1 | 1–0 |     |

Cập nhật lần cuối: ngày 21 tháng 4 năm 2015.
Nguồn: Hellenic League
1 ^ Đội chủ nhà được liệt kê ở cột bên tay trái.
Tuffley Rovers v Carterton not played (abandoned after 63 minutes).
Màu sắc: Xanh = Chủ nhà thắng; Vàng = Hòa; Đỏ = Đội khách thắng.

## Division Two East
Division Two East bao gồm 11 đội thi đấu mùa trước cùng với 2 đội bóng mới:
- Flackwell Heath Res.
- Stokenchurch

### Bảng xếp hạng
| XH | Đội                        | Tr | T  | H | T  | BT | BB | HS  | Đ    | Lên hay xuống hạng         |
| -- | -------------------------- | -- | -- | - | -- | -- | -- | --- | ---- | -------------------------- |
| 1  | Stokenchurch (C)           | 20 | 13 | 4 | 3  | 60 | 29 | +31 | 43   |                            |
| 2  | Penn & Tylers Green Dự bị  | 20 | 13 | 2 | 5  | 52 | 29 | +23 | 41   |                            |
| 3  | Flackwell Heath Dự bị      | 20 | 13 | 2 | 5  | 45 | 34 | +11 | 41   |                            |
| 4  | Ascot United Dự bị         | 20 | 10 | 3 | 7  | 40 | 30 | +10 | 33   |                            |
| 5  | Chinnor Dự bị              | 20 | 9  | 3 | 8  | 33 | 42 | −9  | 30   |                            |
| 6  | Thame United Dự bị         | 20 | 8  | 5 | 7  | 31 | 32 | −1  | 29   |                            |
| 7  | Bracknell Town Dự bị       | 20 | 7  | 3 | 10 | 37 | 38 | −1  | 24   |                            |
| 8  | Rayners Lane Res.          | 20 | 5  | 4 | 11 | 30 | 36 | −6  | 19   |                            |
| 9  | Holyport Dự bị             | 20 | 5  | 4 | 11 | 42 | 52 | −10 | 018‡ |                            |
| 10 | Finchampstead Res.         | 20 | 5  | 2 | 13 | 23 | 56 | −33 | 17   |                            |
| 11 | Wokingham & Emmbrook Dự bị | 20 | 4  | 4 | 12 | 35 | 50 | −15 | 16   |                            |
| 12 | Henley Town Dự bị          | 0  | 0  | 0 | 0  | 0  | 0  | 0   | 0†   | Bỏ giải, kết quả bị hủy bỏ |
| 13 | Chalfont Wasps Dự bị       | 0  | 0  | 0 | 0  | 0  | 0  | 0   | 0†   | Bỏ giải, kết quả bị hủy bỏ |

Cập nhật đến 23:09, ngày 2 tháng 5 năm 2015 (UTC)
Nguồn: Hellenic League
Quy tắc xếp hạng: 1. Điểm; 2. Hiệu số bàn thắng; 3. Số bàn thắng.
‡ Holyport Dự bị bị trừ 1 điểm vì đưa vào sân một cầu thủ không hợp lệ trong trận đấu với Chinnor Dự bị vào ngày 6 tháng 9.
† Henley Town Dự bị bỏ giải ngày 23 tháng 2 năm 2015, và Chalfont Wasps Dự bị bỏ giải ngày 28 tháng 2 năm 2015. Kết quả của cả hai đội đều bị hủy bỏ.
(VĐ) = Vô địch; (XH) = Xuống hạng; (LH) = Lên hạng; (O) = Thắng trận Play-off; (A) = Lọt vào vòng sau. 
Chỉ được áp dụng khi mùa giải chưa kết thúc: 
(Q) = Lọt vào vòng đấu cụ thể của giải đấu đã nêu; (TQ) = Giành vé dự giải đấu, nhưng chưa tới vòng đấu đã nêu.

## Division Two West
Division Two West gồm 9 đội thi đấu mùa trước cùng với 4 đội bóng mới:
- Abingdon United Res.
- Clanfield Res.
- Kidlington Res, thăng hạng từ Oxfordshire Senior League.
- Letcombe Res.

### Bảng xếp hạng
| XH | Đội                                | Tr | T  | H | T  | BT | BB | HS  | Đ  | Lên hay xuống hạng         |
| -- | ---------------------------------- | -- | -- | - | -- | -- | -- | --- | -- | -------------------------- |
| 1  | Oxford City Nomads Development (C) | 21 | 18 | 0 | 3  | 88 | 29 | +59 | 54 |                            |
| 2  | Kidlington Dự bị                   | 22 | 16 | 1 | 5  | 50 | 42 | +8  | 49 |                            |
| 3  | Abingdon United Dự bị              | 22 | 15 | 0 | 7  | 84 | 47 | +37 | 45 |                            |
| 4  | Old Woodstock Town Dự bị           | 21 | 13 | 2 | 6  | 49 | 39 | +10 | 41 |                            |
| 5  | Brimscombe & Thrupp Dự bị          | 22 | 12 | 2 | 8  | 64 | 49 | +15 | 38 |                            |
| 6  | Fairford Town Dự bị                | 22 | 10 | 5 | 7  | 45 | 37 | +8  | 35 |                            |
| 7  | Highworth Town Dự bị               | 22 | 10 | 4 | 8  | 51 | 42 | +9  | 34 |                            |
| 8  | Wootton Bassett Town Dự bị         | 22 | 7  | 6 | 9  | 71 | 56 | +15 | 27 |                            |
| 9  | Clanfield Dự bị                    | 22 | 5  | 2 | 15 | 26 | 68 | −42 | 17 |                            |
| 10 | Hook Norton Dự bị                  | 22 | 3  | 7 | 12 | 28 | 51 | −23 | 16 |                            |
| 11 | Letcombe Dự bị                     | 22 | 5  | 0 | 17 | 29 | 88 | −59 | 15 |                            |
| 12 | Shrivenham Dự bị                   | 22 | 2  | 1 | 19 | 27 | 84 | −57 | 7  |                            |
| 13 | Cheltenham Saracens Dự bị          | 0  | 0  | 0 | 0  | 0  | 0  | 0   | 0† | Bỏ giải, kết quả bị hủy bỏ |

Cập nhật đến 23:18, ngày 25 tháng 4 năm 2015 (UTC)
Nguồn: Hellenic League
Quy tắc xếp hạng: 1. Điểm; 2. Hiệu số bàn thắng; 3. Số bàn thắng.
† Cheltenham Saracens Dự bị bỏ giải ngày 28 tháng 2 năm 2015. Kết quả của họ bị hủy bỏ.
* Có 5 trận đấu không được diễn ra: Old Woodstock Town Dự bị v Oxford City Nomads Development (bị hủy bỏ, không đấu lại); Oxford City Nomads Development v Clanfield Dự bị (chiến thăng cho đội nhà); Fairford Town Dự bị v Hook Norton Dự bị (chiến thắng cho đội nhà); Abingdon United Dự bị v Fairford Town Dự bị (chiến thắng cho đội khách); Oxford City Nomads Development v Shrivenham Dự bị (chiến thắng cho đội nhà).
(VĐ) = Vô địch; (XH) = Xuống hạng; (LH) = Lên hạng; (O) = Thắng trận Play-off; (A) = Lọt vào vòng sau. 
Chỉ được áp dụng khi mùa giải chưa kết thúc: 
(Q) = Lọt vào vòng đấu cụ thể của giải đấu đã nêu; (TQ) = Giành vé dự giải đấu, nhưng chưa tới vòng đấu đã nêu.